# نورثروپ وای‌ای-۱۳
نورثروپ وای‌ای-۱۳ (به انگلیسی: Northrop YA-13) یک هواپیمای ساختِ کارخانهٔ نورثروپ در کشور ایالات متحده آمریکا است. نخستین استفاده‌کنندهٔ این هواپیما تفنگداران هوایی ارتش ایالات متحده آمریکا بوده‌است.